# Ewa Kupiec
Pour les articles homonymes, voir Kupiec.
Ewa Kupiec est une pianiste polonaise née à Duszniki-Zdrój le 2 novembre 1964.

## Biographie
Elle a reçu sa formation à l'Académie Chopin à Varsovie, et à la Royal Academy of Music à Londres.
En 1992, elle a été lauréate du Concours international de musique de l'ARD à Munich.
Depuis 2011, elle est professeure de musique classique à la Hochschule für Musik, Theater und Medien Hannover.
Elle a joué le 31 décembre 2007 avec l'Orchestre philharmonique de Berlin (concert diffusé le
1er janvier 2008 sur Arte).
On lui doit plusieurs enregistrements, notamment d’œuvres contemporaines et du XXe siècle.

## Discographie (sélection)
- Carl Loewe, Symphonies en ré mineur (Koch Records 1994)
- Ignacy Paderewski (Koch Records 1995)
- Leoš Janáček, Sonate pour violon et piano - Avec Isabelle Faust (violon) (Harmonia Mundi 2003)
- Władysław Szpilman, Œuvres pour piano et orchestre - Ewa Kupiec, piano ; Orchestre de la radio de Berlin, dir. John Axelrod (22-24 juin 2004, Sony Classical 2004) (OCLC 725085708)
- Wiltold Lutosławski, intégrale de l’œuvre pour piano seul (Sony 2013)